# 松本平タウン情報
松本平タウン情報（まつもとだいらたうんじょうほう）は、かつて発行されていた長野県のフリーペーパーである。また、同紙を発行する新聞社の名称でもあった。

## 概要
1994年に創刊された。全国ニュース・県政ニュースは扱わず、配布地域のローカル情報に徹している。各号16面で、地域の「くらし」「文化」「インフォメーション」「読者投稿」「学校・子ども」「スポーツ」などの面がある。後ろには「安曇野・大北」「松本・東筑」「塩尻・木曽」の地域面がある。
2018年に信濃毎日新聞松本本社の移転（信毎メディアガーデン）を機に「週刊まつもと」（週1回発行、1989年創刊）と統合、信濃毎日新聞発行のMGプレスとして4月18日創刊した。

## 配布方法
松本・塩尻・安曇野・東筑摩・池田・松川・木曽の各地区で、毎週水・金・日曜日（松本・塩尻地区などは火・木・土）に、信濃毎日新聞朝刊に折り込まれて、11万4800部が配布されていた

## タウン情報ゼミ
2009年後期から、信州大学学全学教育機構と連携し、信州大学の教養科目として「新聞をつくろう！タウン情報ゼミ」(寄附講義)を開講することになった。この講義は、タウン情報社の編集陣をゲストに、メディアのあり方、取材の仕方、写真の撮り方、新聞の組み方（レイアウト）について講義するとともに、学生自身が取材、執筆、レイアウトをし、新聞を発行するものである。講義や取材活動を通じ、情報の収集、利用、分析力、文章力、コミュニケーション能力を鍛え、地域におけるメディアを学び、社会を見る目が養うことを目指していた。